# Kākī
Kākī (persiska: كاكی) är en ort i Iran.   Den ligger i provinsen Bushehr, i den södra delen av landet, 800 km söder om huvudstaden Teheran. Kākī ligger 22 meter över havet och antalet invånare är 9 893.
Terrängen runt Kākī är platt åt sydväst, men åt nordost är den kuperad.Runt Kākī är det glesbefolkat, med 15 invånare per kvadratkilometer. Kākī är det största samhället i trakten. Trakten runt Kākī är ofruktbar med lite eller ingen växtlighet.